# Hippobosca equina
Espèce
Synonymes
- Hippobosca equi (Macquart, 1835)
- Hippobosca taurina (Rondani, 1879)

Hippobosca equina, dont le nom vernaculaire est l'hippobosque du cheval ou mouche-araignée, est une espèce hématophage d'insectes diptères qui appartient au genre Hippobosca et à la famille des Hippoboscidae. 
C'est un parasite des bovidés, se nourrissant de leur sang. Il est parfois présent chez le cheval, le chien ou même l'humain. Il a également été signalé sur le lièvre, la Chouette chevêche, le Milan royal et le dromadaire. En France, sa période de vol est de mai à octobre avec un pic en août jusqu'à début septembre. 
Hippobosca equina mesure de 7 à 8 mm de longueur. Cet insecte est de couleur brune, strié de brun clair. Ses yeux composés sont verts. Ses pattes, dotées de fines soies sensorielles, possèdent de puissantes griffes permettant de s'agripper sur ses hôtes. Son exosquelette est dur. C'est une espèce pupipare.
La région d'origine de Hippobosca equina est européenne et africaine du Nord. Cependant, elle a suivi les grandes migrations humaines en particulier aux Amériques. 

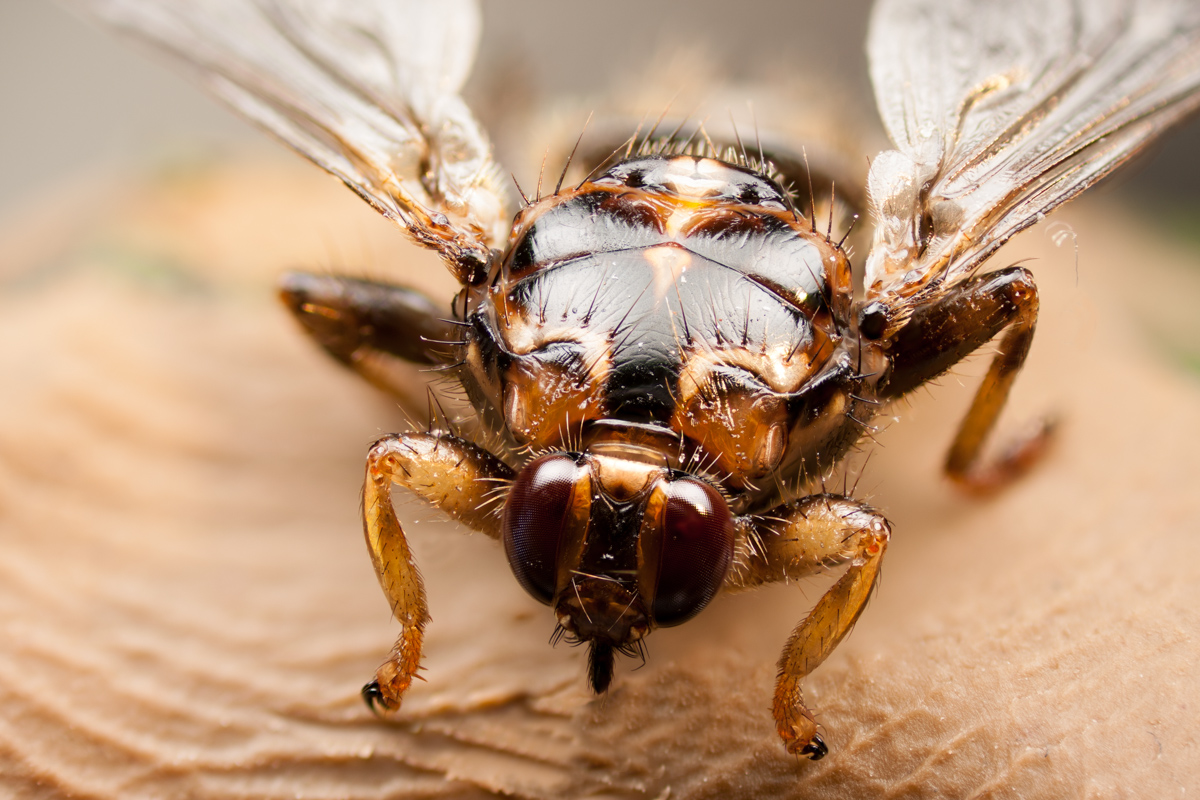
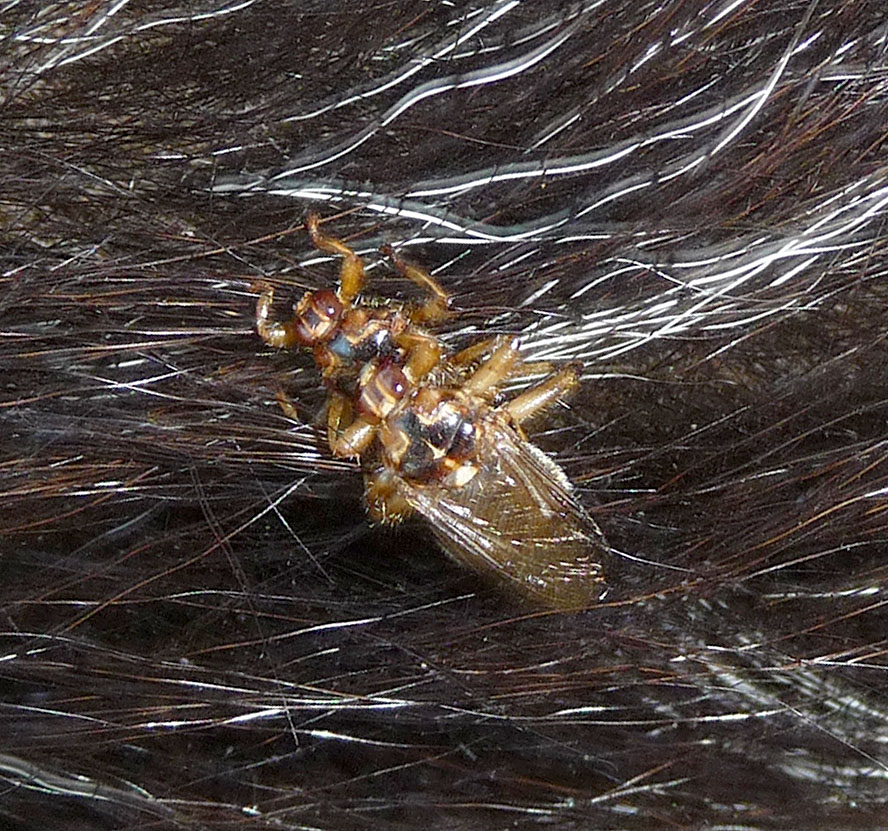
accouplement